# 朝倉・広瀬古墳群

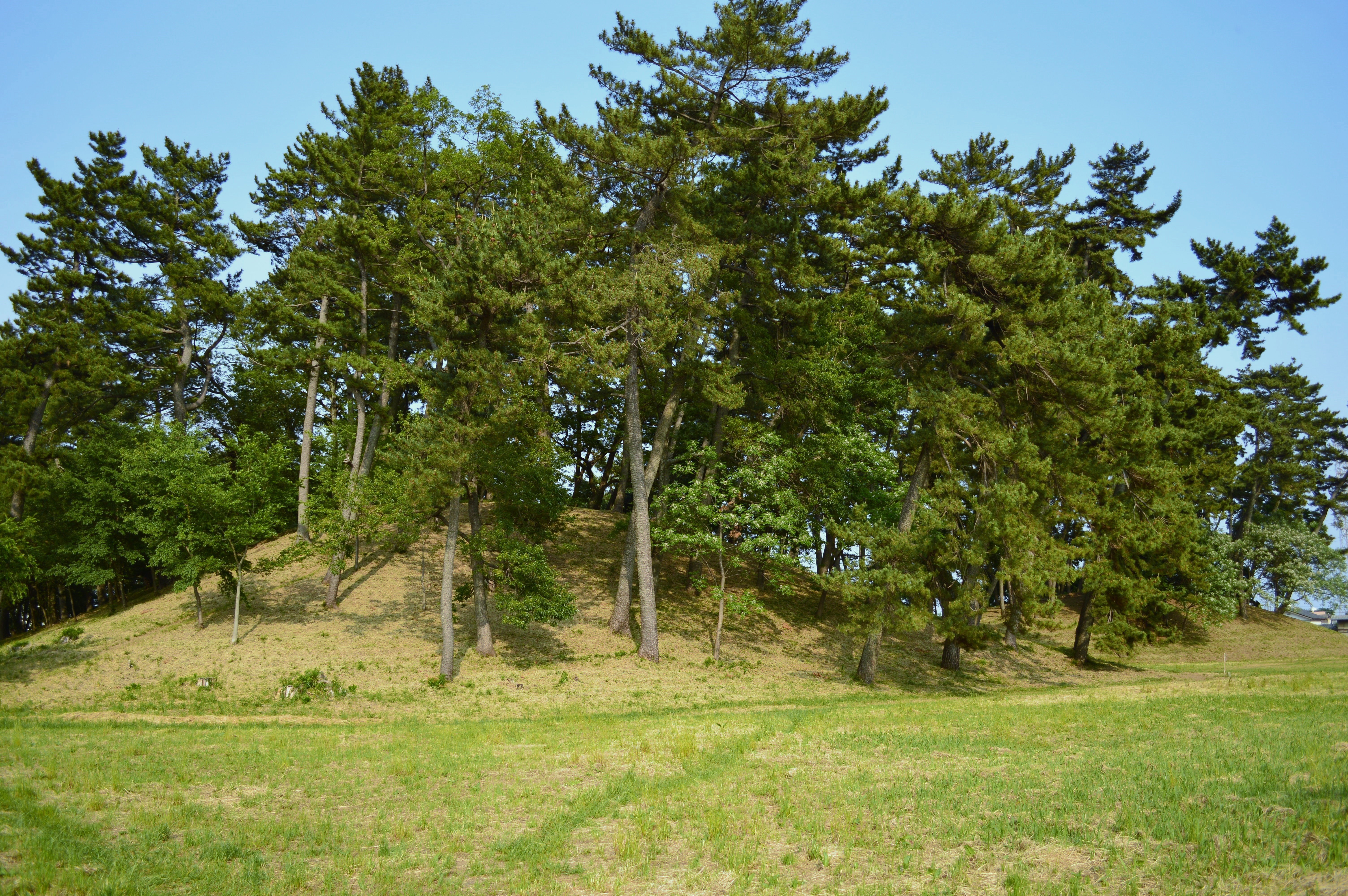
前橋八幡山古墳全景

朝倉・広瀬古墳群（あさくらひろせこふんぐん）は、現在の群馬県前橋市内に位置し、赤城山麓に広がる前橋台地に形成された八幡山古墳、前橋天神山古墳を中心とする古墳群。

## 概要
同古墳群を形成する古墳は、4世紀から6世紀にかけて造られた。最も古い八幡山古墳は4世紀後半に造られた前方後方墳で、全長は130mあり東日本最大の規模である。前橋天神山古墳も4世紀頃に造られた前方後円墳で全長129mある。5世紀代には全長82mの上両家二子山古墳、6世紀には全長104mの天川二子山古墳や長山古墳(推定75m)、大屋敷古墳(81m)が造られた。その他にも前方後円墳や円墳など推定200基がひしめくように造られ、群馬県最大の古墳群が形成されている。現在は史跡になっている6基など10基ほどが残るのみとなっている。

## 主な古墳一覧
| 古墳名 (総覧登録番号)                 | 規模    | 形状          | 備考   | 築造年代             |
| 天川二子山古墳 (前橋市1号墳)          | 104m    | 前方後円墳    | 国史跡 | 6世紀中頃以前        |
| 不二山古墳 (前橋市2号墳)              | 55m     | 前方後円墳    | 市史跡 | 6世紀後半            |
| 前橋八幡山古墳 (上川淵村67号墳)       | 130m    | 前方後方墳    | 国史跡 | 3世紀終末            |
| 前橋天神山古墳 (上川淵村71号墳)       | 129m    | 前方後円墳    | 県史跡 | 4世紀前半            |
| 朝倉1号墳 (上川淵村40号墳)            | 16.5m   | 円墳          | 消滅   |                      |
| 朝倉2号墳 (上川淵村23号墳)            | 23m     | 円墳          | 消滅   | 4世紀前半            |
| 朝倉3号墳 (記載漏れ)                  | 不明    | 不明          | 消滅   |                      |
| 小旦那古墳 (上川淵村27号墳)           | 不明    | 円墳          | 消滅   |                      |
| 鶴巻塚古墳 (上川淵村44号墳)           | 約75m   | 前方後円墳    | 消滅   |                      |
| 長山古墳 (上川淵村36号墳)             | 75m     | 前方後円墳    | 消滅   | 6世紀後半？          |
| 神明山古墳 (上川淵村86号墳)           | 推定80m | 前方後円墳    | 消滅   |                      |
| 飯玉神社古墳 (上川淵村97号墳)         | 不詳    | 円墳          |        |                      |
| 大屋敷古墳 (上川淵村104号墳)          | 81m     | 前方後円墳    | 消滅   | 6世紀後半?           |
| 鶴巻山古墳 (上川淵村108号墳)          | 推定80m | 前方後円墳    | 消滅   |                      |
| 上両家二子山古墳 (上陽村1号墳)        | 80m     | 前方後円墳    | 消滅   | 5世紀前半頃          |
| ボンゼン山古墳 (上陽村3号墳)          | 約25m   | 円墳          | 消滅   |                      |
| オトウカ山古墳 (上陽村5号墳)          | 直径30m | 円墳          | 消滅   |                      |
| 亀塚山古墳 (上陽村20号墳)             | 63m     | 帆立貝型古墳  | 市史跡 | 5世紀後半〜6世紀初頭 |
| 大塚北古墳 (記載漏れ)                 | 14m四方 | 方墳          | 消滅   |                      |
| 法尺寺古墳 (上陽村21号墳)             | 25m     | 円墳          | 消滅   |                      |
| 文珠山古墳 (上陽村6号墳)              | 直径50m | 円墳          |        | 4世紀前半〜中頃      |
| 阿弥陀山古墳 (上陽村7号墳)            | 25m     | 帆立貝型古墳? |        |                      |
| 山王金冠塚(二子山)古墳 (上陽村14号墳) | 全長53m | 前方後円墳    | 市史跡 | 6世紀後半            |
| 山王大塚古墳 (上陽村15号墳)           | 44m     | 円墳          | 消滅   | 推定6世紀代          |
| 薬師山古墳 (不明)                     | 直径24m | 円墳          | 消滅   |                      |
| 前田古墳 (不明、上陽村10号墳?)        | 10m     | 円墳          | 消滅   |                      |